# Sir Justin Arthur
Sir Justin Arthur es un superhéroe ficticio que aparece en los cómics estadounidenses publicados por DC Comics, el primero de varios en usar el nombre Shining Knight. Fue creado por Creig Flessel y apareció por primera vez en Adventure Comics #66 (septiembre de 1941). Apareció regularmente hasta el número 125, y de vez en cuando hasta el número 166.
El personaje apareció en la serie animada Liga de la Justicia Ilimitada y en la serie de acción en vivo Stargirl, con la voz de Chris Cox en la primera y la interpretación de Mark Ashworth en la segunda.

## Historia de la publicación
Justin Arthur fue creado por Creig Flessel y apareció por primera vez en Adventure Comics #66 (septiembre de 1941).Aunque este personaje se introdujo originalmente durante la era de publicación de DC Tierra-2, su historia después del evento Crisis on Infinite Earths permaneció parcialmente intacta.

## Biografía del personaje

### Origen
Shining Knight como héroe comenzó en el siglo VI cuando cabalgó a Camelot, con la esperanza de convertirse en uno de los Caballeros de la Mesa Redonda.El pasado de Sir Justin es desconocido y misterioso , pero se puede decir que pasó su vida entrenando para convertirse un guerrero. Posteriormente Sir Justin, se convierte en el miembro más reciente de los Caballeros de la Mesa Redonda en la corte del King Arthur, fue uno de los muchos caballeros que había presenciado la muerte del primo de la reina Ginebra, Sir Fallon. Fallon reveló que su atacante era el ogro Blunderbore en su último aliento. Sir Justin luego juró que vengaría la muerte de Fallon y buscaría Blunderbore en el norte. En su viaje hasta allí, se encontró y liberó accidentalmente al mago Merlín, que estaba atrapado en un árbol previamente por una bruja. Para agradecer a cavallero, Merlín transformó la armadura vieja y oxidada de Sir Justin en una armadura dorada, cómoda y brillante que era invulnerable e hizo invulnerable su espada y su escudo también. La espada de Sir Justin era tan poderosa que podía cortar cualquier cosa. Merlín también le dio a su caballo, Victoria, alas gigantes parecidas a un pájaro que le permitieron volar, y lo hizo invulnerable, aunque no pudo hacer que la piel de Justin fuera invulnerable. Sir Justin 
(volverse más poderoso) le agradeció a Merlín y continuó buscando a Blunderbore.
Cuando conoció a Blunderbore en la cima de las montañas heladas en el norte, luchó con Sir Justin, que finalmente ganó y mató a Blunderbore. Sin embargo, justo antes de morir, Blunderbore causó una avalancha que enterró rápidamente a dos ganadores, sin embargo, ninguno de ellos murió, sino que se congelaron en animación suspendida, Incapaz de escapar, Sir Justin estuvo congelado ahí por más de 1500 años.

### Pre-Crisis
En el mundo moderno (siglo XX o XXI), Sir Justin y Winged Victory finalmente fueron descubiertos y liberados de la animación suspendida por el profesor Moresby, un arqueólogo e historiador empleado por un museo en la ciudad de Nueva York. Al darse cuenta de que ahora debe vivir en el mundo moderno, decidió luchar contra el mal y el crimen con sus potestades y habilidades como caballero como el superhéroe Shining Knight; y pronto tomó el alias civil de Justin Arthur. Finalmente se encontró con héroes como Crimson Avenger y Vigilante y, después de conocer a otros héroes, formaron los Siete Soldados de la Victoria. Shining Knight se unió a los Legionarios de la Ley, y más tarde al All-Star Squadron y cuando la JSA y el Escuadrón fueron capturados por el villano que viajaba en el tiempo Per Degaton, que planeaba cambiar los acontecimientos de historia para conquistar el mundo, pudo liberarse usando su espada, que ayudó en la derrota de Degaton, aunque cuando Degaton regresó a futuro estos eventos fueron olvidados. Más tarde, Shining Knight regresó a Gran Bretaña donde sirvió como guardaespaldas personal de primer ministro británico durante algún tiempo , al mismo tiempo defendiendo su patria. Además, durante su carrera como superhéroe, conoció a un niño llaado Percival Sheldrake que lo admiraba y se comprometió a ser su compañero, tomando el nombre de Escudero.
Durante su aventura, Merlín llamó a Sir Justin a Camelot, pero decidió que el mundo moderno necesitaba más sus servicios, aunque haría viajes periódicos de regreso a Camelot para ayudar a sus compañeros caballeros. En uno de esos viajes, él y los otros caballeros fueron enviados en una misión para recuperar el legendario Santo Grial para defender su reino contra Morgan Le Fey, pero aunque finalmente ganaron el grial después de mucha tribulación, cayó Camelot.

### Post-Crisis
Sir Justin Arthur también tuvo una relación con la segunda Firebrand, quien aparentemente fue asesinada por el Rey Dragón. En la última batalla con sus compañeros de equipo en Los Siete Soldados de la Victoria, lucharon contra una poderosa criatura de energía llamada Nebula Man. Cuando finalmente lo derrotaron, las energías liberadas en la explosión de Nebula Man habían causado que cada miembro de los soldados se dispersara y perdiera en el tiempo. Justin fue expulsado a Asia durante el reinado de Genghis Khan. Sir Justin sufrió amnesia por un tiempo y terminando sirviendo al líder mongol, pero él, junto con los otros miembros de los soldados fueron eventualmente rescatados por la Liga de la Justicia y la Sociedad de la Justicia de América. Después de esto, Sir Justin estuvo amnésico por bastante tiempo hasta que sus recuerdos regresaron en Stars and S.T.R.I.P.E. Se reincorporó al resto de los Siete Soldados y más tarde se puso de pie con la ayuda de su amigo Pat Dugan (anteriormente Stripesy de los siete soldados de la victoria), quien lo ayudó a vengar la muerte de Dannette y derrotar al Rey Dragón (con su hija adoptiva Shiv). Durante esta aparición, Justin empleó una nueva armadura de alta tecnología activada por voz para expandirse y colapsar.
Los años posteriores no fueron tan amables con Sir Justin. Su Escudero Percival, que desde entonces tomó el apodo del Caballero y entrenó a su hijo para convertirse en el segundo Escudero, fue asesinado por Spring Heeled Jack, mientras que el hijo empañó el legado al asociarse con el Ultramarine Corps.

### Crisis de identidad
Cuando Sue Dibny, esposa de Elongated Man, fue horriblemente asesinada, un comprensiblemente comprensivo Sir Justin salió de su retiro y fue a buscar al culpable con Vixen, Captain Marvel y Firestorm. Durante el curso de una batalla con Shadow Thief, el villano robó la espada de Sir Justin y apuñaló a Firestorm con ella. La espada fue destruida por el calor de Firestorm, y el héroe condenado explotó poco después, sobreviviendo lo suficiente como para volar fuera del alcance de cualquier persona o estructura. Profundamente angustiado por su papel inadvertido en la muerte de Firestorm, no se ha visto a Sir Justin desde esa noche. Tal vez existe la posibilidad de que Sir Justin haya logrado recuperar su espada y recobrar el sentido con la ayuda de Merlín.
Shining Knight aparece brevemente en Justice League: Cry For Justice, donde se lo muestra como uno de los héroes reclutados por Jay Garrick para ayudar a combatir a Prometheus.
Shining Knight es un maestro de las artes del combate de la época artúrica, invencible tanto en el combate aéreo, con armas, como en el cuerpo a cuerpo. Con su armadura antibalas encantada, es invulnerable a todo. y empuñando su espada encantada, Shining Knight puede atravesar casi cualquier cosa y resistir ataques mágicos. Después de haber estado congelado durante muchos años y no haber envejecido en absoluto, su envejecimiento se ha ralentizado. El Caballero Brillante que lucha contra el General Eiling ha demostrado que tiene la Voluntad Indomable que le permite luchar de nuevo a pesar de las condiciones deficientes. Algunos episodios y cómics pueden haber revelado que Shining Knight posee una fuerza, agilidad, destreza, resistencia y reflejos sobrehumanos.
Su corcel Winged Victory puede volar.

### Equipamiento
Justin monta un corcel encantado alado llamado Victory, un Pegaso, en la batalla y lo ha hecho durante muchos años que es capaz de volar. Su armadura esta encantada, siendo muy liviana pero impermeable a casi cualquier tipo de daño. Mientras lo lleva puesto, Justin está protegido contra el congelamiento, la quema y posiblemente también la electrocutan y la radiación. Posee una espada que al igual que su armadura fue encantada por Merlín de modo que puede atravesar casi cualquier cosa.

## Otras versiones

### Batman: The Brave and The Bold
- En la historia del cómic de 2009 Batman: The Brave and The Bold basado en la serie del mismo nombre, Sir Justin fue convocado por Kid Eternity para luchar contra la Orden del Caballero Negro, el junto con G.I. Robot, Vigilante y Príncipe Vikingo hacen apariciones como espíritus.[11]

## En otros medios
- Sir Justin Arthur aparece en la serie animada Liga de la Justicia Ilimitada con la voz de Chris Cox. Apareció en numerosos episodios en «Iniciación», «Simetría aterradora», «La historia más grande jamás contada», «Ultimátum», «Corazón Oscuro» de la primera temporada, en la segunda temporada «El Castigo de Doomsday», «El Equilibrio», «Choque», «Cuestión de Autoridad», «Pánico en el cielo», «Divididos Caeremos» y en la tercera temporada «Hacia Otra Costa» y «El Destructor» solo haciendo cameos.[12]
- Shining Knight aparece en Stargirl, interpretado por Mark Ashworth.[13][14] Esta versión es miembro de los Siete Soldados de la Victoria e inicialmente apareció como conserje en la Escuela Secundaria Blue Valley. En el episodio «Shiv Pt. 1», usa su espada encantada para salvar a Stargirl de Cindy Burman. En el episodio «Shining Knight», recibe visiones recurrentes y busca a Pat Dugan, Rick Tyler y Beth Chapel en busca de ayuda. Después de alucinarlos como Dragon King y sus drones, Pat convence a Justin y les revela a sus aliados la verdadera identidad de este último como Shining Knight. En el final de la primera temporada de dos partes, «Stars and S.T.R.I.P.E.», Justin ayuda a la Sociedad de la Justicia de América a frustrar los planes de la Sociedad de la Injusticia antes de irse a buscar a otros miembros sobrevivientes de su equipo.